# 彦根市立彦根中学校
彦根市立彦根中学校（ひこねしりつ ひこねちゅうがっこう）は、滋賀県彦根市西葛篭町にある公立中学校。通称は「彦中」（ひこちゅう）。

## 沿革

### 年表
- 1986年7月 - 校名・校章制定
- 1986年11月 - 校歌制定
- 1987年3月24日 - 彦根市立南中学校との分離式
- 1987年4月1日 - 彦根市立彦根中学校創立
- 1987年4月8日 - 開校式・入学式・始業式
- 1988年12月26日 - 柔剣道場竣工
- 1996年11月23日 - 創立10周年記念式典・応援歌制定
- 2006年 - 創立20周年記念式典

## 教育目標
心豊かで、たくましく生きる生徒の育成

## めざす生徒像
- 自ら学び、根気強くやりぬく生徒
- 他を思いやり、協力し合う生徒
- 節度があり、責任を果たす生徒

## 創立記念講演会
- 2007年 - 第1回 - 福原寛（初代校長）
- 2008年 - 第2回 - 谷澤英之（第一期卒業生）
- 2009年 - 第3回 - 島野（旧姓：寺田）（第三期卒業生）
- 2010年 - 第4回 - 東岸任弘（第一期卒業生：初代生徒会長：同窓会長）
- 2011年 - 第5回 - 吉田浩二（第十七期卒業生）

## 著名な出身者
- 後藤勝彦 - 陸上競技選手（日本選手権入賞アジア大会4×400R日本代表補欠メンバー
- 人間国宝　落合